# Catherine Brice
Catherine Brice est une historienne française, spécialiste de l'Italie contemporaine, née le 30 septembre 1957.

## Biographie
Élève de Jacques Droz qui dirigea sa maîtrise consacrée au Groupe Collaboration (1940-1944), puis de Pierre Milza qui dirigea son DEA sur les aspects urbanistiques et architecturaux de Florence capitale (1864-1870), Catherine Brice est ancienne élève de l'École normale supérieure de Fontenay-aux-Roses (promotion 1976), agrégée d'histoire et membre de l'École française de Rome (1981-1984) où elle fut directrice des études d'histoire moderne et contemporaine (1994-2000).
Elle a été maître de conférences à et à l'Institut d'études politiques de Paris. Elle est depuis 2006 professeur d'histoire contemporaine à l'université Paris-Est Créteil Val-de-Marne, membre du Centre de Recherche en Histoire Européenne comparée. Elle est membre senior honoraire de l'Institut universitaire de France depuis 2013. Elle est l'une des traductrices de Renzo De Felice.
Elle a été membre de l'Institut d'histoire moderne et contemporaine et de l'Association pour le développement de l'histoire culturelle.
Elle est membre du comité scientifique  de L'Histoire et des Rendez-Vous de l'Histoire de Blois.
Elle a signé la pétition Liberté pour l'histoire et appartient au conseil d'administration de l'association éponyme.
Elle a créé en 2015, à l'UPEC, le premier master d'histoire publique/Public History en France.

## Distinctions
- Chevalier de l'ordre des Palmes académiques (2000)
- Premio nazionale Risorgimento per la carriera (2024)

## Publications
- Le Vittoriano : monumentalité publique et politique à Rome, Rome, EFR, 1998
- En collaboration avec Claudia Moatti et Mario Sanfilippo, Rome, Paris, Citadelles & Mazenod, 2000
- Histoire de l'Italie, Paris, Hatier, 1993, (réédition avec mise à jour, Perrin, 2003).
- Histoire de Rome et des Romains : de Napoléon Ier à nos jours, Paris, Perrin, 2007
- En collaboration avec Peggy Picot et  Carole Saturno Rome, Paris, Gallimard, 2009
- La monarchie et la construction de l’identité nationale italienne (1861-1900), Paris, EHESS 2010[4].
- (en) Direction d'ouvrage, Exile and the circulation of political practices, Cambridge Scholars, 2020

Revues
1. Avec Massimo Baioni, numéro spécial de Memoria e Ricerca, in Celebrare la nazione. Anniversari e commemorazioni nella società contemporanea, n° 34, mai-août 2011
2. Avec Gilles Pécout, L’Italie du Risorgimento. Relectures, numéro monographique, Revue d’histoire du XIXe siècle, n°44, 2012/1
3. Numéro spécial de Memoria e Ricerca, in Monarchia, nazione e nazionalismo in Europa (1830-1914) (avec Javier Moreno Luzón), 2013
4. Catherine Brice (dir.), La Fraternité en actions : Frères de sang, frères d'armes, frères ennemis en Italie (1824-1924) actes du colloque de Rome (10-11 mai 2012), à paraître dans la Collection de l'École française de Rome, 2017.
5. Catherine Brice (dir.), Séquestres et confiscations des biens des exilés dans l’Italie du XIXe siècle, MEFRIM, 2017-2
6. Delphine Diaz et Catherine Brice (dir.), Mobilités, savoir-faire et innovation au XIXe siècle, numéro spécial de Revue d’histoire du XIXe siècle, 2017-1.
7. Catherine  Brice (dir.), Mobilités créatrices, numéro spécial Diasporas. Circulations, migrations, histoire, 2017

### Colloques
- En codirection avec Vittorio Vidotto et Bruno Tobia, La memoria perduta: i monumenti ai caduti della Grande Guerra a Roma e nel Lazio, Rome, Nuova Àrgos, 1998
- En codirection avec Giovanni Miccoli,  Les racines chrétiennes de l'antisémitisme politique : fin XIXe – XXe siècle, Rome, EFR, 2003
- Avec Gilles Bertrand et Gilles Montègre (co-dir.), Fraternité. Pour une histoire du concept, Grenoble, 2012 (ANR Fraternité)
- Avec Sylvie Aprile (co-dir.), Exil et fraternité au XIXe siècle, Bièvre éditions, Bordeaux, 2013
- Catherine Brice (dir.), La Fraternité en actions : Frères de sang, frères d’armes, frères ennemis en Italie (1824-1924) actes du colloque de Rome (10-11 mai 2012), Collection de l’École française de Rome, 2017.

Elle contribue à la rédaction de la collection Migrations in history, De Gruyters (2020) (avec Anna Mazurkiewicz (université de Gdansk, en Pologne), Maddalena Marinari (Gustavus Adolphus College, USA), Machteld Venken (université du Luxembourg)
Elle est Fellow de l'Institut Convergences Migrations (Laboratoire GLOBAL)